# Кусаинов, Даулбай Мейрамович
Даулбай Мейрамович Кусаинов (12 октября 1947, пос. Киевка, Нуринский район, Карагандинская область, Казахская ССР, СССР) — казахский государственный и общественный деятель.

## Биография
Родился 10 октября 1947 года в поселке Киевка Нуринского района Карагандинской области. Происходит из подрода тока рода куандык племени аргын.
Отец — Кусайнов Мейрам, (покойный) колхозный работник.
Мать — Бейсембекова Кульжамила (покойный) была колхозным работником.
В 1971 году окончил Целиноградский сельскохозяйственный институт по специальности «механизация сельского хозяйства».
В 1980 году окончил Алма-Атинскую высшую партийную школу по специальности «политолог, преподаватель социально-политических дисциплин».

## Трудовая деятельность
С ноябрь 1971 года по август 1972 года — Механик отделения с/з Балыктыкульский, с. Балыктыкуль.
С август 1972 года по декабрь 1973 года — Инженер по внедрению новой техники Нуринского РО «Казсельхозтехника», п. Киевка.
С декабрь 1973 года по апрель 1974 года — Инженер контролер, п. Киевка.
С апрель 1974 года по январь 1975 года — Заведующий моторным цехом в МТМ, п. Киевка.
С январь 1975 года по июнь 1975 года — Инструктор организационного отдела райкома партии, п. Киевка.
С май 1975 года по декабрь 1979 года — Инженер по технике безопасности совхоза «Трудовик», с. Ивановка.
С декабрь 1979 года по март 1985 года — Председатель Нуринского райкома профсоюза работников сельского хозяйства, п. Киевка.
С февраль 1985 года — июнь 1985 года — Председатель партийной комиссии райкома партии, п. Киевка.
С июнь 1985 года по октябрь 1986 года — Инструктор отдела организационно-партийной работы обкома Компартии Казахстана, п. Киевка.
С сентябрь 1986 года по октябрь 1991 года — Второй секретарь райкома Компартии Казахстана, п. Киевка.
С октябрь 1991 года по декабрь 1991 года — Ведущий инженер материально-технического снабжения Нуринского РАПО, п. Киевка.
С декабрь 1991 года по январь 1992 года — Ведущий инженер материально-технического снабжения Нуринского РСХУ, п. Киевка.
С январь 1992 года по март 1996 года — Начальник управления сельского хозяйства, п. Киевка.
С март 1996 года по август 2007 года — Аким Нуринского района Карагандинской области.

## Выборные должности, депутатство
С 27 августа 2007 года по 16 ноября 2011 года — Депутат Мажилиса Парламента Республики Казахстан ІV созыва, Член комитета по аграрным вопросам.

## Награды и звания
- 1976 — Указом Верховного Совета СССР награждён медалью «За трудовую доблесть»
- 1998 — Указом Президента РК награждён первой государственной медалью «Астана»
- 1999 — Указом Президента Республики Казахстан награждён орденом «Құрмет»
- 2008 — Медаль «За заслуги в развитии физической культуры и спорта в Республике Казахстан»
- 2008 — Награждён нагрудным знаком «Алтын барыс» в личном знаке Президента Республики Казахстан.
- 2011 — Орден Парасат[2][3]
- 2012 — Почётный гражданин Нуринского района
- Государственные юбилейные медали
- 2002 — Медаль «10 лет независимости Республики Казахстан»
- 2004 — Медаль «50 лет Целине»
- 2005 — Медаль «10 лет Конституции Республики Казахстан»
- 2006 — Медаль «10 лет Парламенту Республики Казахстан»
- 2008 — Медаль «10 лет Астане»
- 2011 — Медаль «20 лет независимости Республики Казахстан»[4]